# Borís Godunov (ópera)
Borís Godunov (título original en ruso: Борисъ Годуновъ Borís Godunov) es una ópera en cuatro actos y un prólogo con música y libreto en ruso de Modest Músorgski. Se basa en la obra de teatro homónima de Aleksandr Pushkin, considerada su obra maestra, y en la Historia del Estado ruso, de Nikolái Karamzín. Se estrenó el 27 de enero de 1874, en el Teatro Mariinski de San Petersburgo. La obra narra algunos pasajes del reinado del zar Borís Godunov y la lucha entre el pueblo ruso y el polaco durante los años 1598—1605, justo antes del Periodo Tumultuoso.

## Composición
Borís Godunov tiene como antecedentes dos óperas que Músorgski había comenzado a componer pero dejó inconclusas: Salambó, según la novela de Gustave Flaubert, y El casamiento, basada en una farsa de Nikolái Gógol. En esta última obra, comenzó a experimentar con un recitativo realista modelado en el ritmo del lenguaje hablado, contra un rico fondo orquestal que según el compositor revelaría la emoción escondida en la comunicación verbal.
En 1868, Músorgski comienza a frecuentar el círculo de artistas e intelectuales que se reunían en la casa de Ludmila Shestakova, hermana del compositor ya fallecido Mijaíl Glinka, pionero de la ópera rusa. Allí, el historiador Vladímir Nikolski sugirió a Músorgski la idea de componer una ópera basada en el drama de Aleksandr Pushkin Borís Godunov. Dicho drama, inspirado en la Historia del Estado ruso de Nikolái Karamzín y escrito siguiendo el modelo de las tragedias históricas de Shakespeare, fue finalizado en 1825 y publicado en 1831, pero no se permitió su representación por la censura estatal hasta 1866, cuya representación fue permitida bajo la condición de cortar algunas escenas.
Debido al interés que despertó la propuesta en el compositor, Shestakova le envió un ejemplar del drama, donde Músorgski encontrará la materia para su buscado “drama popular”, que exprese al hombre auténticamente ruso.
Músorgski adaptó las escenas dramáticamente más efectivas, algunas de las cuales preservaron los versos originales de Pushkin. Luego de escribir el libreto, que constaba de siete escenas distribuidas en cuatro partes, trabajó rápidamente, comenzando con la partitura vocal que finalizó el 18 de julio de 1869, y completando la partitura cinco meses después, el 15 de diciembre de 1869.
En 1870,  el compositor envió la obra a la dirección del Teatro Mariinski de San Petersburgo, la cual fue rechazada. Mucho más sintética e intensa que la ópera italianizante en boga en aquella época, el teatro alegó falta de los elementos básicos de la trama de una ópera seria, como un personaje femenino y la inexistencia de una intriga amorosa. Es curioso que la ópera no fuera censurada por motivos políticos, cuando en ella no se habla de otra cosa más que de política. Pero para entonces ya no era posible censurar a Pushkin, cuyo drama ya había sido estrenado con éxito.
El compositor revisó la ópera y produjo una versión en 1872, dividida en un prólogo y cuatro actos (nueve escenas). Introdujo en ésta no solo cambios en la estructura dramática, sino también en la partitura, reelaborando completamente algunos pasajes. Se agregaron tres escenas (las dos escenas en Polonia y la escena en Kromy), se eliminó la escena frente a la Catedral de San Basilio, y se modificó el acto II. Estas modificaciones dieron lugar al agregado de un importante rol de ‘’prima donna’’ (Maryna Mníszech), la expansión de roles femeninos existentes (fragmentos adicionales para la posadera y la nodriza), y la extensión de la parte del pretendiente. Además, Músorgski agregó versos propios al drama de Pushkin, asistido por un estudio de la Historia del Estado Ruso de Nikolái Karamzín. La partitura vocal de esta versión fue finalizada el 14 de diciembre de 1871, y la partitura completa el 23 de junio de 1872.
Gracias a la ayuda de Nikolái Rubinstein y del director de orquesta Eduard Nápravník, que ofrecieron ejecuciones de escenas de la obra en formato de concierto, la segunda versión de la obra pudo subir a los escenarios el 27 de enero de 1874.
Borís Godunov fue "reorganizada" y orquestada dos veces por Nikolái Rimski-Kórsakov (1896 y 1908) y una por Dmitri Shostakóvich. Las versiones de Rimski-Kórsakov son las más interpretadas en Rusia, mientras que las originales de Músorgski, mucho más oscuras y de acuerdo con los críticos más ajustadas a la historia, son las más interpretadas en Europa y América.
En 1997, la Ópera del Teatro Mariinski realizó una grabación de las versiones de las dos partituras originales de Músorgski bajo la dirección de Valeri Guérguiev.
Esta ópera sigue en el repertorio, aunque no está entre las más representadas; en las estadísticas de Operabase aparece la n.º 58 de las cien óperas más representadas en el período 2005-2010, siendo la 3.ª en Rusia y la primera de Músorgski, con 76 representaciones.

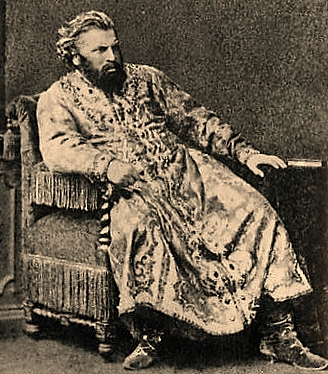
El barítono ruso Iván Mélnikov, en el papel de Borís Godunov (1874).

## Personajes
| Personaje                                                     | Tesitura                      | Reparto el 27 de enero de 1874 Director: Eduard Nápravník |
| ------------------------------------------------------------- | ----------------------------- | --------------------------------------------------------- |
| Borís Godunov (zar de Rusia)                                  | bajo profundo / bajo-barítono | Iván Mélnikov                                             |
| Maryna Mniszek (princesa polaca)                              | Soprano                       | Yulia Platónova                                           |
| Grigori Otrépiev o Dimitri I «El Falso» (monje, pretendiente) | Tenor                         | Fiódor Komisarzhevski                                     |
| Pimen (monje ortodoxo)                                        | bajo-barítono                 | Vladímir Vasíliev                                         |
| Varlaam (monje ortodoxo)                                      | bajo-barítono                 | Ósip Petrov                                               |
| Misaíl (monje ortodoxo)                                       | Tenor                         | Pável Diúzhikov                                           |
| Vasili Shuiski (Boyardo)                                      | Tenor                         | Vasili Vasíliev                                           |
| Fiódor (zarévich, hijo de Borís)                              | Mezzosoprano                  | Aleksandra Krútikova                                      |
| Rangoni (Sacerdote jesuita)                                   | Bajo                          | Josef Palecek                                             |
| Xenia (zarevna, hija de Borís)                                | Soprano                       | Wilhelmina Raab                                           |
| Aya (Niñera de Fiódor y Xenia)                                | Contralto                     | Olga Shröder                                              |
| El inocente                                                   | Tenor                         | Pável Bulájov                                             |

## Argumento
Actualmente, es frecuente que se represente la versión de 1872, con el agregado de la escena frente a la Catedral de San Basilio de la versión de 1869, de tal forma de incluir la máxima cantidad de escenas compuestas por Músorgski, y darle una aparición adicional al personaje protagónico. En la reseña del argumento que se indica a continuación se describe el argumento de la versión de 1872 con el agregado de la escena mencionada como escena 1 del acto IV.

### Prólogo
Escena 1

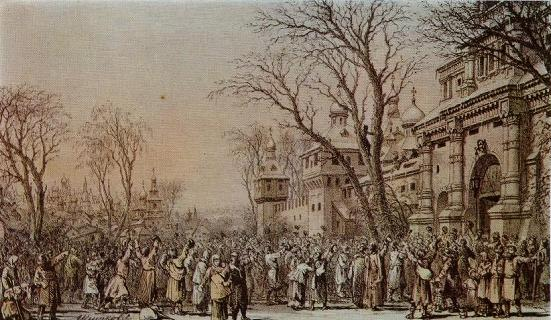
Diseño de Shishkov para la escena del Monasterio de Novodévichi (1870).

Ante el Monasterio de Novodévichi, en Moscú, la multitud, obedeciendo las órdenes de los soldados, se lamenta amargamente. Dentro del monasterio se encuentra Borís Godunov, quien como acaba de declarar Schelkálov, secretario del consejo de Estado, no quiere aceptar el trono, a pesar de los deseos de los nobles y del clero. Llega un grupo de peregrinos y entra en el monasterio. Los soldados ordenan a los congregados que se presenten ante el Kremlin al día siguiente.
Escena 2
Al siguiente día el pueblo está congregado en la explanada del Kremlin de Moscú. Shuiski vitorea a Borís, que al final ha aceptado su nombramiento, y que ahora se presenta ante la multitud con los atributos de zar. Se dirige al pueblo y sus palabras revelan la turbación de su espíritu. El pueblo le aclama.

### Acto I
Escena 1
En el monasterio de Chúdov, durante la noche un anciano monje, Pimen, escribe una crónica de Rusia. Grigori Otrépiev, un joven monje que duerme en la celda, se despierta. Pide a Pimen su bendición y el anciano se la otorga, en tanto que se escucha como fondo el cántico de los monjes. Ahora Otrépiev relata al anciano monje un sueño que ha tenido y que le atormenta: una multitud en Moscú le señalaba con gesto desdeñoso. Pimen a su vez le dice cómo él mismo vio, hace dos años, el cuerpo del joven príncipe Dmitri, hijo del último zar, y que había sido asesinado por orden del usurpador Borís Godunov. Grigori queda profundamente impresionado y Pimen señala que si Dmitri viviera tendría la misma edad que Grigori. Al salir el anciano para los oficios de maitines Grigori lanza una amenaza dirigida al zar Borís Godunov, decidido a hacerse pasar por el zarévich Dmitri.
Escena 2

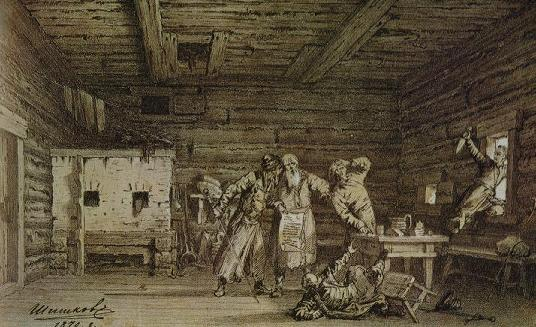
Diseño de Shishkov para la escena de la posada (1870).

En una posada junto al camino, la posadera está cantando mientras trabaja. Llegan dos monjes vagabundos, Misaíl y Varlaam, seguidos de Grigori, vestido ahora con ropas de campesino. Los monjes beben; Varlaam entona una chispeante canción (Una vez en la ciudad de Kazán) que trata de las hazañas militares del zar Iván el Terrible. Grigori se mantiene retraído; tiene el propósito de hacerse pasar por el príncipe Dmitri y reclamar su derecho al trono de Rusia, para lo cual quiere atravesar la cercana frontera con Lituania, que en aquel tiempo formaba parte del reino de Polonia. Llaman a la puerta y entran unos guardias de la frontera, anunciando que llevan la orden de arresto para un tal Grishka (diminutivo de Grigori) Otrépiev. Los guardias, analfabetos, dan a leer el escrito a Grigori, que falseando lo escrito, hace una descripción de la persona buscada que corresponde a uno de los dos monjes: Varlaam. Finalmente Varlaam lee correctamente lo que hay escrito en la orden, pero entre tanto, Grigori ha logrado escapar de allí.

### Acto II
En un salón del Kremlin, Xenia, la hija de Borís, se lamenta de la muerte de su prometido. Su pequeño hermano, Fiódor, está entusiasmado con un reloj mecánico. La nodriza trata de consolar a Xenia, cantándole una canción festiva sobre un mosquito. Después de otra canción, entonada por la aya y Fiódor, entra Borís y se marchan Xenia y la nodriza. Fiódor, ante un mapa de Rusia, muestra orgullosamente a su padre sus extensos dominios. Luego, Borís canta la infelicidad que lo atormenta y la desgracia que presiente y cómo lo hostiga el recuerdo del asesinado Dmitri (Tengo el supremo poder). Se oye ruido fuera. Entra un boyardo con noticias acerca de unos disturbios originados por Shuiski. Vuelve a entrar Fiódor y dice a su padre que el ruido lo había causado una cotorra mal educada. Entra Shuiski y Borís lo acusa de conspirador. Pero Shuiski le dice, a su vez, que ha aparecido en Lituania un pretendiente que se hace llamar Dmitri. El nombre conmociona a Borís, que pide a Shuiski confirmación de que el príncipe Dmitri murió realmente. Solo en la estancia, presa de agitación, Borís imagina que las figuras mecánicas del reloj, que empieza a sonar, son una visión del joven asesinado.

### Acto III
Escena 1

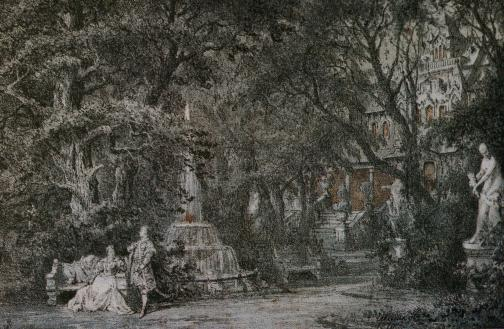
Diseño de Shishkov para la escena del jardín del castillo de Mniszech (1870).

En el castillo de Sandomir, en Polonia, la princesa Maryna, está siendo vestida por sus damas. Pero ella no presta atención alguna a las ligeras canciones que cantan sus acompañantes para distraerla, su pensamiento está puesto en la gloria de Polonia y espera que Dmitri, de quien se ha enamorado, la convierta en zarina de Rusia. Su confesor, el jesuita Rangoni, le dice que con el triunfo de Dmitri ella debe llevar la religión católica a Rusia. Maryna no se muestra muy dispuesta al principio, pero después accede.
Escena 2
En el jardín del castillo, a la luz de la luna, el enamorado Grigori o Dmitri espera a Maryna. Aparece Rangoni, dirigiéndose a él como al zarévich y pidiéndole que lo acepte como su guía espiritual. Se escucha una polonesa; Maryna, acompañada de sus huéspedes, pasea con un noble anciano; los reunidos cantan el próximo triunfo de Polonia sobre los rusos. Entra de nuevo Maryna. Obediente a los consejos de Rangoni, rechaza desdeñosa las palabras de amor de Dmitri y le dice que su deber es llegar a ser zar de Rusia. Después de una breve discusión, se reconcilian.  Mientras que Rangoni, que desde un lugar oculto, ve lo sucedido, se regocija.

### Acto IV
Escena 1

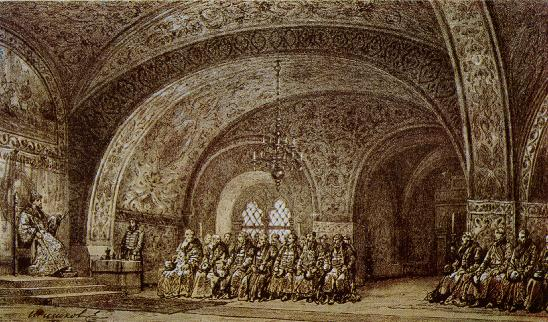
Diseño de Shishkov para la escena del Palacio de las Facetas (1874).

Una multitud espera frente a la Catedral mientras se lanza el anatema contra el usurpador. Los hombres dan por cierto que el usurpador es realmente Dmitri y que no tardará en recuperar el trono que le corresponde.
Un grupo de niños se burla de un inocente y le roban un kópek (moneda); el inocente llora. Borís sale del templo junto a su comitiva, mientras el pueblo clama por pan. El zar pregunta al inocente por la causa de su llanto, y este replica pidiendo que haga matar a los que le robaron su kópek, como hiciera un día con el zarévich niño. Borís detiene con un gesto a los que se apoderan del hombre y le pide que rece por él, pero el inocente responde que no puede rezar por un zar Herodes, ya que la Virgen lo prohíbe.
Escena 2
El consejero de Estado boyardo está reunido en el Kremlin. El secretario del consejo, Schelkálov, anuncia la petición de ayuda de Borís para hacer frente al pretendiente, el supuesto Dmitri. El consejo la otorga. Shuiski, que es sospechoso de rebelión, entra, y al darse cuenta de que Borís, observado secretamente, está temblando, declara que ha visto el fantasma del asesinado Dmitri, y grita: Fuera niño. Borís, enfermo, se levanta tambaleante, dice unas pocas palabras y se sienta. Shuiski, después de haber pedido permiso, entra acompañando a un monje que ha solicitado audiencia. Se trata de Pimen, que dice que, habiéndose quedado ciego, visitó la tumba del zarévich asesinado, Dmitri, y quedó milagrosamente curado. Borís se hunde. Sabiendo que su muerte está cercana, manda llamar a su hijo y despide a los boyardos. Suenan las campanas. Borís dice a Fiódor que desconfíe de los boyardos y que defienda al pueblo y a la Iglesia rusa. Se escuchan voces a lo lejos, entran de nuevo los boyardos y Borís muere.
Escena 3
En un claro del bosque cerca de Kromy, la turba apalea a Jruschov, un boyardo seguidor de la causa de Borís. Misaíl y Varlaam, los monjes vagabundos, entran en escena y se ponen al frente de la turba alabando a Dmitri. A la alabanza se unen dos jesuitas, Lavitski y Chernikovski, quienes cantan en latín, pero el grupo se vuelve contra ellos y se los llevan al interior del bosque para ahorcarlos. Anunciado por una trompeta, entra Dmitri a caballo y la multitud le aclama. Dmitri, entonces, grita: ¡A Moscú! Entre bastidores se escucha la oración de los jesuitas. Todos siguen a Dmitri, dejando solo en el escenario al inocente que canta a la infeliz Rusia...

## Análisis de la obra
“Borís Godunov” fue compuesta en una época en la que el drama histórico dominaba la escena literaria y musical rusa, como reflejo de la extendida opinión de que el arte debía revestir una responsabilidad y una utilidad social. Músorgski asumió esa responsabilidad social mucho más seriamente que cualquier otro compositor ruso de su tiempo. El drama de Pushkin poseía todos los ingredientes necesarios a los designios del compositor: un tema histórico importante, con un amplio abanico de caracteres y tipos humanos, que junto a una destacada participación del pueblo cumplía con el objetivo del compositor de representar la esencia del espíritu ruso.
Se trata de una obra esencialmente política, centrada en sucesos ocurridos en el denominado Período Tumultuoso, entre la muerte del zar Iván IV el Terrible y el advenimiento de la Dinastía Románov, caracterizado por una gran inestabilidad política. Al respecto, es interesante mencionar que cuatro personajes de la obra fueron efectivamente zares de Rusia durante ese período: Borís Godunov, Fiódor II (hijo de Borís Godunov), Grigori Otrépiev (el falso Dmitri), y el boyardo Shuiski.
Uno de los temas centrales de la obra es la búsqueda del poder, que determina las acciones tanto de Borís Godunov como también de Grigori, de la nobleza polaca, y de los boyardos.
La trama se encuentra atravesada por el engaño en diversas formas. Borís Godunov simula rehusar el pedido de todos para que asuma el trono, cuando en realidad ese es su objetivo excluyente. Mientras tanto, el pueblo finge suplicar que sea coronado zar, aunque en realidad lo detesta y solo lo hace obligado por la policía. Grigori Otrépiev se hace pasar por el hijo asesinado del zar Iván a sabiendas de que es un fraude. El dúo entre el pretendiente y la princesa polaca resulta una verdadera parodia del amor, ya que la verdadera intención que subyace a la pretendida pasión es la mutua conveniencia de esa unión.
Sin embargo, en medio de un clima de conspiración y mentira, surge la honda humanidad de Borís a través de un extraordinario retrato psicológico. Borís arrastra su culpa horrenda por el asesinato del pequeño Dmitri, de la que solo la muerte lo liberará. Su derrumbe psíquico y su caída en la locura, confieren a esta psicopatología del poder una grandeza alucinada. Porque es justamente él quien va a expresar con profunda lucidez lo inútil de esa eterna búsqueda de poder, la sensación de amargura e infelicidad que produce una vez alcanzado, la queja del hombre que, aparentemente amo, no es sino instrumento de fuerzas impersonales, y que sufre en carne propia el rechazo que el poder suscita entre los sometidos.
Y el que más sufre el sometimiento es el pueblo, simbolizado en la figura del inocente. Ellos son los espectadores pasivos de las luchas de poder, de las cuales finalmente siempre resultan víctimas a través de la violencia, el hambre y la represión.
La obra expresa además sentimientos nacionalistas, a través de la intención de la nobleza polaca de apoderarse del trono de Moscú. Músorgski retrata también las diferencias en términos religiosos, contraponiendo la figura del siniestro monje católico Rangoni con la nobleza del clérigo ortodoxo Pimen. La actitud crítica hacia el catolicismo también se manifiesta en la última escena del cuarto acto, cuando el pueblo se burla y apresa a los monjes católicos que preceden al pretendiente, los cuales ingresan en escena haciendo una procesión con cánticos en latín.
En la versión de 1872, Músorgski reemplazó la escena frente a la Catedral de San Basilio por la escena en las cercanías de Kromy, y por sugerencia de Nikolski, cambió el orden de las últimas dos escenas, de tal forma que la ópera no finalice con la muerte del protagonista, según el concepto dramático romántico, sino que propone una última vuelta de tuerca sobre el destino del otro gran protagonista de este drama musical, que es el pueblo ruso.  En la última escena llega el usurpador al frente de sus huestes, y es aclamado por la multitud con acentos que recuerdan la escena de la coronación.  La obra concluye con el lamento del inocente, y la profética voz de este simple de espíritu nos recuerda que de nada le valdrá a ese pueblo el cambio de amo ya que su destino de miseria y hambre permanecerá intacto. La obra se cierra así con una visión pesimista de la historia y del destino del pueblo ruso.

## Música
Músorgski utiliza en Borís Godunov dos tipos de tratamiento de la melodía vocal.  Por un lado el elemento melódico puramente lírico. Y por el otro, una declamación naturalista modelada sobre el lenguaje hablado, algo que el compositor denominaba “ópera dialogada”, donde se prioriza la compresibilidad del texto. En este aspecto, su estilo es precursor de la renovación del drama musical que se produce en el siglo XX.
También abundan melodías del folklore ruso, como expresión de su nacionalismo musical.
A lo largo de la obra, es posible identificar distintos motivos recurrentes, que identifican personajes, situaciones o sentimientos diversos, y que aparecen en distintos momentos de la obra. Ejemplos de estos motivos son el motivo de la culpa de Borís, el de las alucinaciones, el de Xenia, de Fiódor, etc.
Es frecuente que el compositor utilice su lenguaje musical para capturar imágenes visuales, imitando sonidos, como el tictac del reloj en la escena de la alucinación, las campanas de la iglesia en la escena de la coronación, el ruido de los látigos al comienzo del prólogo que simboliza la brutalidad policial, etc.
El preludio comienza con una melodía dulce y expresiva, con aire típicamente ruso, que retrata el monasterio donde medita Borís. El compositor no desarrolla la melodía según los procedimientos clásicos, sino que la repite con cambios en la orquestación que le confieren distintos colores y climas. Esta técnica que arranca con Glinka y será uno de los sellos de la música rusa, tendrá enorme influencia en el desarrollo del impresionismo y particularmente en el compositor francés Claude Debussy.
En el prólogo el pueblo adquiere un rol protagónico. Al levantarse el telón, un oficial aparece castigando al pueblo, y ordenando que pidan que Borís acepte ser coronado zar. En la orquesta se escucha el motivo asociado al policía, o con la opresión del pueblo. Luego se destaca el aria del secretario del consejo, con una melodía que expresa con patetismo su incertidumbre respecto del destino de Rusia ante la negativa de Borís de aceptar ser nombrado zar.
La escena de la coronación se destaca por su brillante orquestación, en la que distintos instrumentos de percusión y vientos describen musicalmente el solemne y grandioso momento, y el pueblo entona un popular canto folklórico ruso. La aparición de Borís marca un cambio de clima, e inicia el primer gran monólogo del protagonista. La presentación del nuevo zar no puede ser más humilde y contenida, y este comienza expresando sus temores y sombríos presentimientos, para continuar con una plegaria. Finalmente la música se anima, llamando al pueblo a festejar este momento.
El acto primero comienza en la celda del monasterio donde Pimen escribe la historia de Rusia. En la hermosa aria de Pimen con la que comienza la escena, una línea melódica oscilante en las violas describe el movimiento de la pluma que recorre el pergamino sin prisa ni pausa, y la intervención del clarinete sugiere la luz de la lámpara que proyecta una débil luz. Repentinamente la música se detiene cuando Pimen interrumpe la escritura y comienza su recitativo. El acompañamiento orquestal va alternando cuerdas y maderas según que evoque el pasado o el futuro, y va creciendo hasta alcanzar momentos de gran belleza. Al final del aria Pimen retoma la escritura y nuevamente las violas repiten la melodía del comienzo.
En la escena segunda, se destaca la canción del monje vagabundo Varlaam, en la que se describen las hazañas del zar Iván. Es una canción en varias estrofas de carácter folklórico, que consta de dos frases que se repiten varias veces, acompañadas de una colorida orquestación.  El clima cambia abruptamente cuando el monje queda completamente ebrio, y su canto se vuelve lánguido y triste, sin acompañamiento y con la ocasional intervención del oboe. Su canto sirve de fondo al diálogo entre Grigori y la posadera, creando un magnífico trío de carácter íntimo y misterioso, que se interrumpe con la entrada del oficial acompañado del motivo obsesivo del oficial del comienzo de la obra.
El segundo acto transcurre en los suntuosos apartamentos del zar en el Kremlin de Moscú. Se inicia con el triste aria de Xenia, y continua con la escena entre la nodriza y los hijos del zar, que incluye la canción infantil de Fiódor. La aparición de Borís da lugar a una escena intima y familiar, en la que el zar muestra el amor hacia sus hijos, y aparece por primera vez el tema musical relacionado con el amor a su hija, que se repite en distintos momentos de este acto y en la escena de la muerte del cuarto acto. Este clima intimista lleva a Borís al célebre monólogo, uno de los momentos culminantes de toda la obra, en el que domina el tema musical asociado a la culpa, pleno de lirismo, que se repite tres veces a lo largo de esta aria.
Luego del áspero diálogo entre Borís y Shuiski, tiene lugar otro momento clave de la obra. El relato de Shuiski con los detalles de la muerte del pequeño Dmitri lo sume a Borís en un estado de delirio. Al compás de las campanadas del reloj, un ominoso y obsesivo intervalo descendente, Borís sufre de terribles alucinaciones, y cree ver la aparición del pequeño Dmitri asesinado.  Comienza a sofocarse, acompañado de dramáticos pasajes en las cuerdas, y trinos en las maderas que crean una atmósfera fantasmal. Este acompañamiento aparecerá nuevamente en distintos momentos del acto 4 haciendo referencia a las alucinaciones de Borís. Cuando la aparición finalmente desaparece, el exhausto Borís, con la voz quebrada, pide que su alma culpable sea perdonada.
El acto tercero transcurre en el castillo de Sandomir, en Polonia, y fue agregado por Músorgski en la versión de 1872, de acuerdo a lo solicitado por el Teatro Mariinski que exigía un personaje femenino y una escena de amor, así como un ballet. Maryna Mniszek entona en el primer cuadro una mazurka, forma musical polaca, en donde revela sus verdaderas intenciones, y se muestra cínica y despiadada. En su dúo con Rangoni, este trata de convencerla de que seduzca al joven pretendiente, utilizando una melodía ondulante con un acompañamiento orquestal pleno de sensualidad. También recurre a esta melodía para convencer a Grigori de la conveniencia de la unión con Maryna. El acto concluye con la escena entre Maryna y Grigori, donde aparece el motivo del triunfo del falso Dmitri cuando declara su determinación para convertirse en el zar de Rusia. y culmina en el dúo de amor.
La escena frente a la Catedral de San Basilio del cuarto acto (escena que fue eliminada en la versión de 1872 pero actualmente se suele representar) comienza con un recitativo a cargo del coro masculino, que se muestra crédulo respecto de la historia del falso Dmitri. Luego aparece la figura del inocente, perseguido y burlado por una banda de muchachos que entona una canción de corte popular. La queja del inocente es acompañada por la trompa que desarrolla una melodía en suaves ondulaciones de semitono. Su voz parece no tener peso ni cuerpo en las notas agudas, lo cual le da un tono patético. Su queja alcanza el colmo del desgarro con la desaparición del último kópek, entonando él mismo la melodía ondulante del comienzo.
Con la aparición de Borís, la queja del inocente se funde con la de los hombres y mujeres del pueblo, que piden limosna y alcanzan el clímax transformando su pedido en súplica. Luego del significativo diálogo entre Borís y el inocente, este repite su queja pero mientras que al comienzo su lamento era de carácter individual, ahora lo hace por el triste destino de toda Rusia. Músorgski elige al inocente, inofensivo e bendito, como la metáfora del alma sufriente rusa. Su extraño y emotivo lamento por el pueblo de Rusia expresa nuevamente el tema central de la ópera.
En la escena siguiente, se celebra una sesión extraordinaria de la Duma de los boyardos. La sonoridad grave de la madera y el metal, asociada al ritmo de una marcha, da a la sala de Kremlin un tono compungido. Se destaca el contraste entre las voces graves y agudas de los boyardos, que por momentos más que un canto es una declamación del texto. Al igual que en la escena del comienzo de este acto, el canto de la masa coral parece nacer directamente del texto, con el que está estrechamente ligado.
El relato de Shuiski de Borís alucinando con el espectro del pequeño Dmitri es acompañado por la orquesta con el tema de la alucinación, con los trémolos en las cuerdas, que también estará presente en el siguiente relato de Pimen.
La aparición de Pimen es acompañada con el tema de su aria del primer acto. Su relato del milagro que tuvo lugar frente a la tumba de Dmitri perturba enormemente a Borís, que presintiendo su muerte manda llamar a su hijo, quien entra en escena acompañado por su tema reminiscente. Luego de una pausa comienza el último gran monólogo del protagonista, la despedida y muerte de Borís Godunov. En una narración donde cita importantes temas musicales —el de Fiódor, Xenia, el presentimiento— Borís instruye a su hijo respecto de cómo ejercer el poder, alertándolo de las conspiraciones de los boyardos, y sus secretas intrigas con Polonia, lo insta a escuchar la voz del pueblo y hacerse cargo del cuidado de su hermana. Se vuelve a escuchar en la orquesta el tema de la coronación, en este caso anunciando no el apogeo del poderío de Borís sino su final, pero con la esperanza que su hijo Fiódor sea coronado zar.  Suena un coro religioso, pero su canto resuena en Borís como un nuevo y último recordatorio del asesinato de Dmitri. Borís muere mientras el tema asociado a su poder y majestad que se expusiera en su primer monólogo, se escucha una última vez en la orquesta.
La última escena transcurre en los alrededores de Kromy, un pueblo al sudeste de Moscú (provincia de Oriol). Campesinos y vagabundos protagonizan un alzamiento en contra de Borís, entonando diversos cantos de tipo folklórico, estructurados en varias estrofas. Ese mismo pueblo viva la aparición de Grigori, que ingresa a escena triunfante con el tema del triunfo del falso Dmitri, previamente expuesto en la última escena del acto tercero. La ópera finaliza con el lamento del inocente de la primera escena del acto cuarto.

## Bases históricas de la trama
|                           |
| Borís Godunov (1551-1605) |

|                            |
| Vasili Shuiski (1552-1612) |

|                                |
| El falso Dmitri (c. 1582-1606) |

|                             |
| Maryna Mniszech (1588-1614) |

Borís Godunov pertenecía a una familia de origen tártaro. La carrera de servicios de Borís comenzó en la corte de Iván IV el Terrible, donde en 1571 consolidó su posición mediante su unión con María, la hija de Maliuta Skurátov, favorito de Iván IV. En 1580 el zar eligió a Irene, la hermana de Borís, para ser la esposa de su hijo menor, el zarévich Fiódor de 14 años de edad. El origen de Irina era conveniente para el zar Iván, ya que tanto ella como su hermano Borís habían sido criados como pupilos del zar en la corte, y por lo tanto eran considerados leales al zar.
El heredero de la corona era el zarévich Iván, hijo mayor del zar. Sin embargo, fue atacado brutalmente por su padre en un arranque de furia, junto con su esposa embarazada. El zarévich murió y su nuera sufrió un aborto. Con esta tragedia, solo quedaba como heredero del trono Fiódor, quién era mentalmente incapaz de gobernar el país. Dmitri, el otro hijo del zar, era fruto de su séptimo casamiento, y por lo tanto era considerado ilegítimo por la Iglesia Ortodoxa rusa, que solo reconocía tres matrimonios en la vida de una persona.
El zar Iván IV murió en 1584, y Borís asumió el cargo de regente de su hijo y sucesor, Fiódor I. Dmitri, de dos años de edad, fue exiliado en la ciudad de Úglich junto con su madre María Nagaya.
Godunov era un líder fuerte que entre otras medidas, hizo las paces con Lituania, defendió a Moscú de las incursiones de los tártaros, fortaleció otras alianzas diplomáticas con Europa y consiguió que la Iglesia ortodoxa rusa tuviese su propio patriarca. Una de sus reformas más significativas fue la ley de servidumbre, que vinculaba en forma permanente a los campesinos rusos con sus tierras, y resultó muy impopular entre los campesinos. Borís también padeció el resentimiento de los príncipes y las antiguas familias nobles, entre las cuales se encontraba la familia Shuiski, que conspiró para destituirlo del poder.
En el año 1591, durante la regencia de Borís, Dmitri fue encontrado muerto en su casa de Úglich, a los 10 años de edad. Borís designó una comisión encabezada por Shuiski para determinar las causas de su muerte, y la respuesta oficial fue que el niño se cortó la garganta durante un episodio epiléptico.  Su madre denunció que su hijo había sido asesinado por orden de Godunov, y años después fue obligada a tomar los hábitos.
Nunca se pudo demostrar ni desmentir fehacientemente la culpabilidad de Godunov. El historiador Nikolái Karamzín aceptó su responsabilidad por el crimen como un hecho, y Pushkin y Músorgski asumieron su culpa como cierta, al menos a los efectos de crear una obra dramática. Sin embargo, algunos historiadores modernos han absuelto a Borís del crimen.
Al morir el zar Fiódor I en el año 1598 sin dejar descendencia, la ambición y el instinto de supervivencia impulsaron a Borís a apoderarse del trono. Su elección fue propuesta por el Patriarca Job de Moscú, quien tenía la convicción que Borís poseía las cualidades apropiadas para poder gobernar en medio de las extremas dificultades existentes. Sin embargo, Borís se negó inicialmente a aceptar el trono, y dijo que solo lo haría cuando se lo ofrezca la asamblea nacional o Zemski Sobor. Finalmente, esta lo elige por decisión unánime y Borís fue coronado zar en una solemne ceremonia.
El reinado de Borís fue asediado por diversos desastres naturales y una hambruna que, combinados con la ley de servidumbre, resultaron ser catastróficos para el país. La población rusa, muy supersticiosa, culpaba al zar de todas las desgracias.
Por otra parte, desde la muerte del zarévich Dmitri, habían circulado rumores de que este había sido rescatado en secreto de manos de sus asesinos, y estos rumores comenzaron a dispersarse rápidamente a medida que las condiciones del país empeoraban. Estos rumores perturbaban enormemente a Borís Godunov, quién hacía todo lo posible por develar si eran ciertos.
Al mismo tiempo, apareció en Polonia un joven que decía ser el zarévich Dmitri, contando rápidamente con el apoyo de la monarquía polaca y de la Iglesia católica, ambas con intereses en territorios rusos. El falso Dmitri fortaleció estos lazos convirtiéndose al catolicismo y comprometiéndose con la ambiciosa princesa polaca Maryna Mniszek. En Moscú identificaron que el impostor era el monje desertor Grigori Otrépiev, pero eso no evitó que mercenarios y aventureros se unieran en su apoyo.
En 1604, el falso Dmitri ingresó en territorio ruso con un ejército de dos mil hombres y con el apoyo de distintas facciones rebeldes e insatisfechas dentro de Rusia, pero fue derrotado por las fuerzas del zar en varias ocasiones. No obstante, las fuerzas del falso Dmitri comenzaron a marchar en dirección a Moscú.
Borís Godunov murió en el año 1605, antes de que las fuerzas enemigas alcancen la capital. Su hijo de 16 años, Fiódor Borísovich, fue coronado como zar Fiódor II, pero la rebelión siguió ganando fuerza y hasta el comandante del ejército de Fiódor se pasó al bando del falso Dmitri. Finalmente, los seguidores del falso Dmitri tomaron el Kremlin de Moscú y asesinaron a Fiódor II y a su madre.
El falso Dmitri gobernó durante menos de un año. Tanto el pueblo como la nobleza rusa se alarmaron al descubrir que su nuevo zar era católico y estaba casado con una princesa polaca. Los soldados polacos y el séquito que acompañaron a la pareja real ofendieron a la ciudad con su comportamiento arrogante y sus pomposas celebraciones. El falso Dmitri fue preso y ejecutado. Las leyendas cuentan que su cuerpo fue cremado, y sus cenizas fueron disparadas desde un cañón en dirección a Polonia.
A través de una serie de conspiraciones y manipulaciones, Shuiski logró que la Duma de los boyardos lo nominara como el nuevo zar, apodándose Basilio IV, pero desde el comienzo su reino fue impopular. Surgieron nuevos pretendientes al trono: primero un líder cosaco que decía ser el hijo, en realidad inexistente, del zar Fiódor I; luego un segundo falso Dmitri que afirmaba haber escapado de la ejecución.
Mientras tanto, Polonia envió a sus tropas al territorio ruso, que luego de un período de caos y guerra fueron derrotadas. El joven Mijaíl Románov fue elegido como el nuevo zar en 1613, y la dinastía que él estableciera gobernaría hasta 1917. (Véase Anexo: zares de Rusia).

## Otra obra musical
Hay una obertura llamada Borís Godunov, compuesta en 1861 por el compositor y musicólogo Yuri Kárlovich Arnold (1811-1898).

## Grabaciones
Anexo:Discografía de Borís Godunov